# Helsinginkatu
La rue d'Helsinki (finnois : Helsinginkatu) est une rue des quartiers Kallio et Alppiharju d'Helsinki en Finlande,.

## Présentation
Helsinginkatu va de Hämeentie à Mannerheimintie. 
Elle sépare les quartiers de Kallio et d'Alppiharju, cependant, la partie de la rue à l'ouest du passage souterrain de la voie ferrée se trouve dans le quartier Taka-Töölö.
La rive septentrionale de la baie Töölönlahti est longée par la rue Helsinginkatu qui sépare la baie du parc Eläintarha et du jardin d'hiver d'Helsinki. 

## Lieux et monuments
- Helsingin urheilutalo
- Opéra national
- Linnanmäki
- Helsingin työväenopisto
- Jardin d'hiver d'Helsinki
- Institut des diaconesses
- Stade olympique d'Helsinki
- Franzénia
- Gymnase de Töölö

## Transports
Les lignes du Tramway d'Helsinki 1 (Eira - Käpylä) et 8 (Jätkäsaari - Arabianranta) desservent Helsinginkatu d'un bout à l'autre.
Dans Helsinginkatu, les arrêts du Tramway sont d'Ouest en Est : Ooppera, Kaupunginpuutarha, Linnanmäki, Urheilutalo et Helsinginkatu.